# Plattenglocken

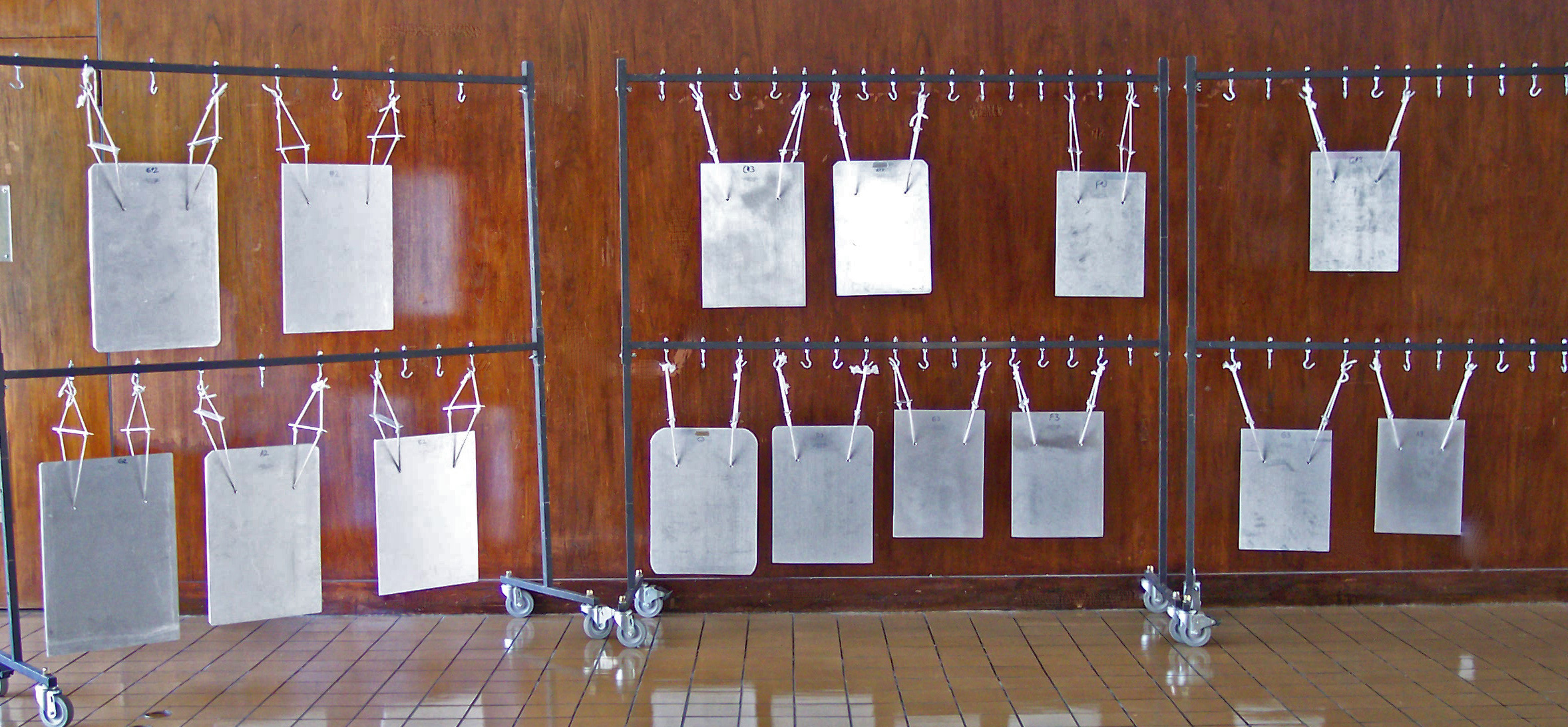
Plattenglocken

Plattenglocken sind als Musikinstrument genutzte Metallplatten, die ähnlich klingen wie Glocken. Es handelt sich um Aufschlagidiophone.

## Herkunft
Die Klangplatten aus Metall stammen aus Ostasien, wo sie auch heute noch verwendet werden. Plattenglocken werden seit dem 19. Jahrhundert in Opern- und Symphonieorchestern benutzt, um den Klang echter Glocken nachzubilden. So kommen sie beispielsweise in der Symphonie fantastique von Hector Berlioz von 1830 oder Giuseppe Verdis Der Troubadour von 1853 zum Einsatz. Im 20. Jahrhundert wurden erstmals chromatisch gestimmte Plattenglockenspiele zusammengestellt. Für die 1962 von Pierre Boulez durchgeführte Vertonung des Werkes Pli selon pli von Stéphane Mallarmé wurde ein Glockenspiel von zwei Oktaven hergestellt, inzwischen sind auch dreioktavige Glockenspiele erhältlich.

## Bauform und Spielweise
Die Platten sind zwischen 30 und 100 Zentimetern lang und wiegen aus Aluminium hergestellt zwischen ein und sechs Kilogramm, während die am besten klingenden Bronzeplatten bis zu dreißig Kilogramm schwer sind. Stahlplatten liegen von der Masse dazwischen. Die Platten werden senkrecht hängend an zwei Löchern befestigt, die sich auf Knotenlinien der meisten stehenden Wellen befinden und so den Klang kaum beeinträchtigen. Die Platten fungieren gleichzeitig als Schwingungserreger und Resonator.
Plattenglocken werden mit schweren Schlägeln aus Holz oder mit Metallkern gespielt, deren Kopf mit einer Schicht aus Leder oder Filz gepolstert ist. Gewicht und Härtegrad des Schlägels beeinflussen den Klang, ebenso gibt es verschiedene Schlagflecke mit unterschiedlichen Klangspektren. Verglichen mit Röhrenglocken wird der Glockenklang besser nachgebildet, weil der Schlagklang besser ausgeprägt ist. Daher werden Röhrenglocken meist nur für hohe Töne oberhalb des c0 eingesetzt, wo der Klangunterschied gering ist.